# リー・サンデルズ
リー・サンデルズ（Lee Sandales）は、イングランドのセットデコレーター。『戦火の馬』（2011年）、『スター・ウォーズ/フォースの覚醒』（2015年）、『ローグ・ワン/スター・ウォーズ・ストーリー』（2016年）、『1917 命をかけた伝令』（2019年）などに参加している。アカデミー賞には3度候補に挙がり、『ウィキッド ふたりの魔女』（2024年）で受賞した。また英国アカデミー賞を1度受賞している。

## 生い立ち
リヴァプール市ゲートエイカーで生まれ育った。地元の総合学校に通った後、ローハンプトン大学に通い、最初の仕事を得た。

## 主なフィルモグラフィ
- ロンドン・ドッグス（英語版） Love, Honour and Obey (2000) アートディレクター
- 孤独な嘘 Separate Lies (2005) セットデコレーター
- 007/カジノ・ロワイヤル Casino Royale (2006) セットデコレーター
- グリーン・ゾーン Green Zone (2010) セットデコレーター
- セックス・アンド・ザ・シティ2 Sex and the City 2 (2010) セットデコレーター
- ブリッツ Blitz (2011) セットデコレーター
- 戦火の馬 War Horse (2011) セットデコレーター
- タイタンの逆襲 Wrath of the Titans (2012) セットデコレーター
- マレフィセント Maleficent (2014) セットデコレーター
- スター・ウォーズ/フォースの覚醒 Star Wars: The Force Awakens (2015) セットデコレーター
- ローグ・ワン/スター・ウォーズ・ストーリー Rogue One (2016) セットデコレーター
- ハン・ソロ/スター・ウォーズ・ストーリー Solo: A Star Wars Story (2018) セットデコレーター
- 1917 命をかけた伝令 1917 (2019) セットデコレーター
- ドクター・ドリトル Dolittle (2020) セットデコレーター
- ザ・バットマン The Batman (2022) セットデコレーター
- ウィキッド ふたりの魔女 Wicked (2024) セットデコレーター

## 受賞とノミネート
| 賞               | 年     | 部門                     | 作品名                          | 結果       |
| ---------------- | ------ | ------------------------ | ------------------------------- | ---------- |
| アカデミー賞     | 2011   | 美術賞                   | 戦火の馬                        | ノミネート |
| アカデミー賞     | 2019   | 美術賞                   | 1917 命をかけた伝令             | ノミネート |
| アカデミー賞     | 2024年 | 美術賞                   | ウィキッド ふたりの魔女         | 受賞       |
| 英国アカデミー賞 | 2011   | プロダクションデザイン賞 | 戦火の馬                        | ノミネート |
| 英国アカデミー賞 | 2015   | プロダクションデザイン賞 | スター・ウォーズ/フォースの覚醒 | ノミネート |
| 英国アカデミー賞 | 2019   | プロダクションデザイン賞 | 1917 命をかけた伝令             | 受賞       |
| 英国アカデミー賞 | 2022   | プロダクションデザイン賞 | ザ・バットマン                  | ノミネート |